# Daniel Günther
Daniel Günther (ur. 24 lipca 1973 w Kilonii) – niemiecki polityk i samorządowiec, działacz Unii Chrześcijańsko-Demokratycznej (CDU), od 2017 premier Szlezwika-Holsztynu, przewodniczący Bundesratu (2018–2019).

## Życiorys
Absolwent nauk politycznych, ekonomii i psychologii na Uniwersytecie Chrystiana Albrechta w Kilonii. W latach 1997–1999 pracował w jednym z przedsiębiorstw w Kronshagen. W 2000 został etatowym działaczem CDU. Pełnił funkcję sekretarza partii w powiecie Rendsburg-Eckernförde (do 2005), następnie do 2012 był sekretarzem generalnym krajowych struktur swojego ugrupowania. Od 2012 do 2014 pełnił funkcję dyrektora zarządzającego fundacji Hermann Ehlers Stiftung. Od 1998 członek samorządu miejskiego w Eckernförde. W 2009 został po raz pierwszy posłem do landtagu, uzyskiwał reelekcję na kolejne kadencje. W 2014 powołany na przewodniczącego frakcji deputowanych CDU.
W 2016 został kandydatem CDU na nowego premiera landu. Doszło do tego, gdy z nominacji w obliczu słabych notowań zrezygnował Ingbert Liebing. Wybrano go też na nowego przewodniczącego partii w kraju związkowym. Kierowani przez niego chadecy wygrali wybory w 2017. Po zawarciu koalicji z Wolną Partią Demokratyczną i Zielonymi w czerwcu tegoż roku Daniel Günther został nowym premierem Szlezwika-Holsztynu. W kadencji 2018–2019 był przewodniczącym Bundesratu.
CDU zwyciężyła także w kolejnych wyborach w 2022; w czerwcu tego samego roku Daniel Günther został wybrany na kolejną kadencję w ramach porozumienia jego partii z Zielonymi.